# Morane-Saulnier Rallye

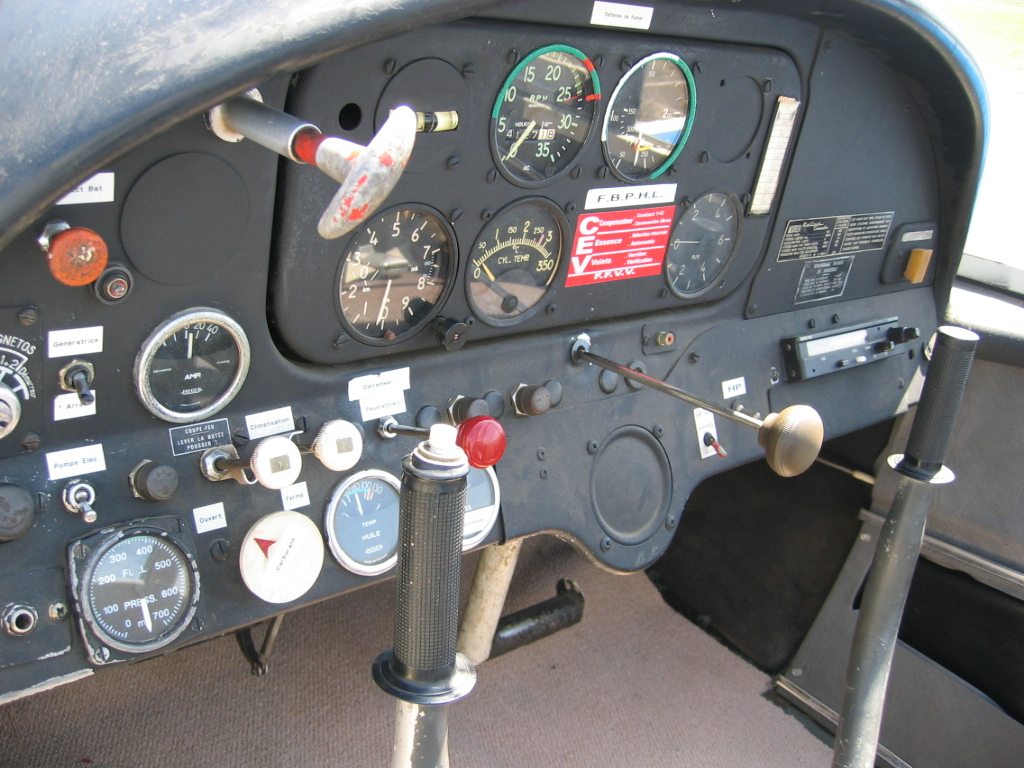
Cockpit der Morane-Saulnier Rallye

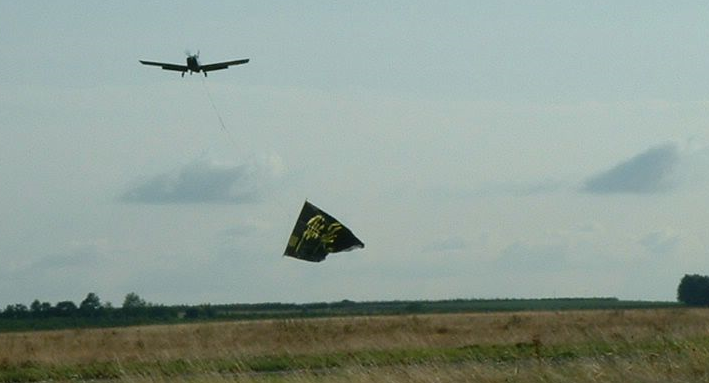
Morane-Saulnier M.S.883 Rallye kurz nach der Aufnahme des Werbebanners

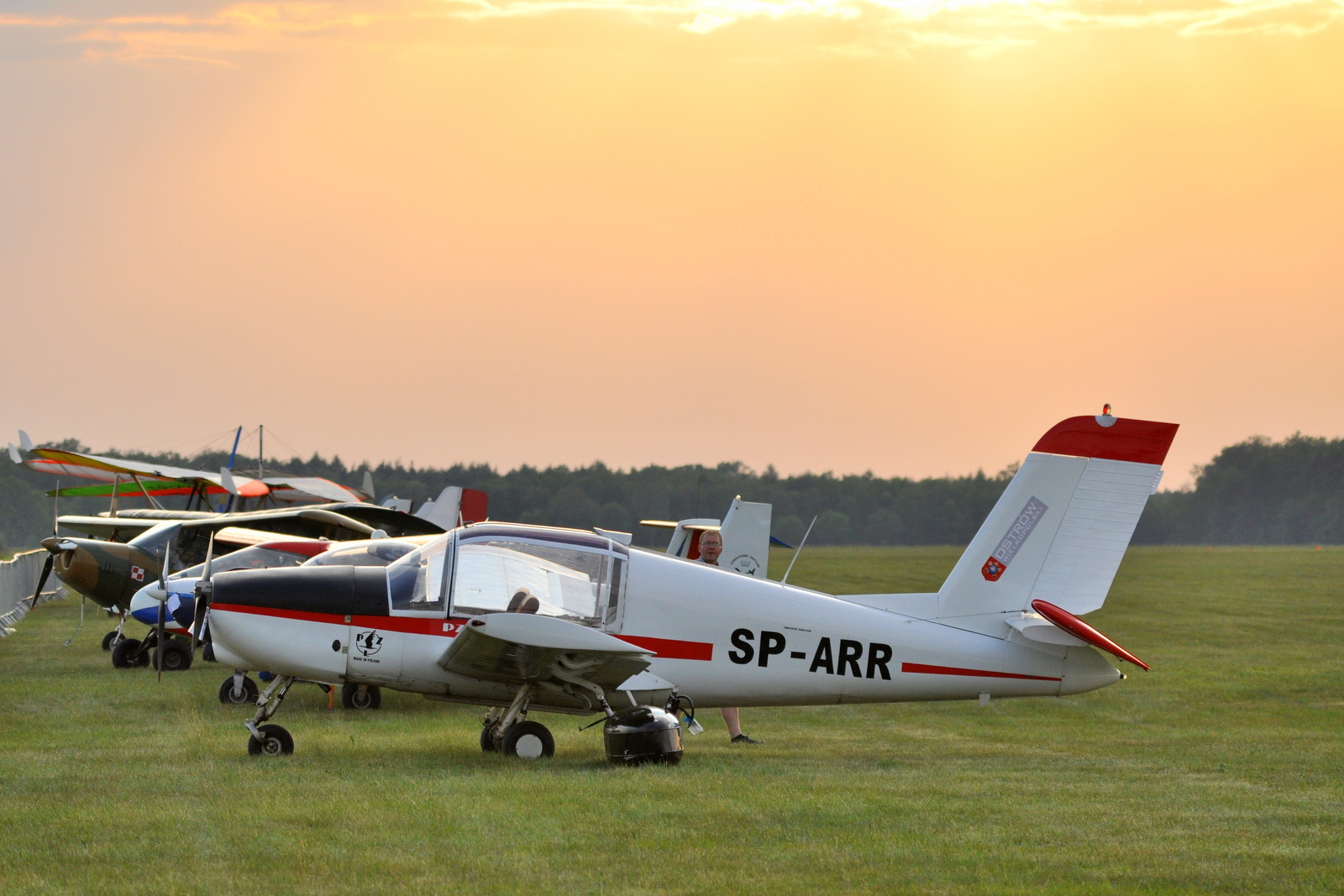
PZL-110 Koliber

Die viersitzige einmotorige Morane-Saulnier Rallye ist ein Kleinflugzeug. Der freitragende Ganzmetall-Tiefdecker wird vor allem als Schleppflugzeug für Schleppbanner und Segelflugzeuge eingesetzt.
Das Flugzeug wurde in unterschiedlichen Versionen (MS.880, 881, 883, 885, 890, 892, 893, 894) gebaut, die sich vor allem durch eine unterschiedliche Motorisierung (stärkste Motorisierung: Lycoming O-540-B2B5 mit 235 PS) und mögliche Zuladung unterscheiden. Als STOL-Flugzeug verfügt es über hochwirksame Landeklappen und automatische, aerodynamisch gesteuerte Vorflügel, die gegenüber Flugzeugen ohne Vorflügel auch Vorteile in der Mindestgeschwindigkeit ergeben.
Der Erstflug der Morane-Saulnier MS.880 fand am 9. Juni 1959 statt. Nach der Insolvenz von Morane-Saulnier 1963 wurde die Rallye von der Nachfolgefirma SEEMS gebaut, die wiederum 1965 durch die Firma GEMS abgelöst wurde. Schließlich ging das Unternehmen 1966 in Sud Aviation auf und hieß ab da SOCATA; die meisten Rallye wurden durch SOCATA hergestellt.
Etwas leistungsstärker als die MS.880B sind die polnischen Lizenzbauten PZL-110 Koliber I (126 PS PZL-Franklin) und Koliber 150 (150 PS Lycoming).
In Frankreich wurden etwa 3300 Maschinen der Rallye-Serie gebaut, in Polen mindestens 112 in Lizenz.

## Technische Daten
| Kenngröße              | Daten MS.880B „Rallye“                   |
| ---------------------- | ---------------------------------------- |
| Besatzung              | 1                                        |
| Passagiere             | max. 3                                   |
| Länge                  | 6,20 m                                   |
| Spannweite             | 9,75 m                                   |
| Höhe                   | 3,81 m                                   |
| Leermasse              | 497 kg                                   |
| Startmasse             | 770 kg                                   |
| Antrieb                | 1 × Continental O-200 mit 100 PS (74 kW) |
| Höchstgeschwindigkeit  | 215 km/h                                 |
| Mindestgeschwindigkeit | 73 km/h                                  |